# Deutsches Zwerghuhn

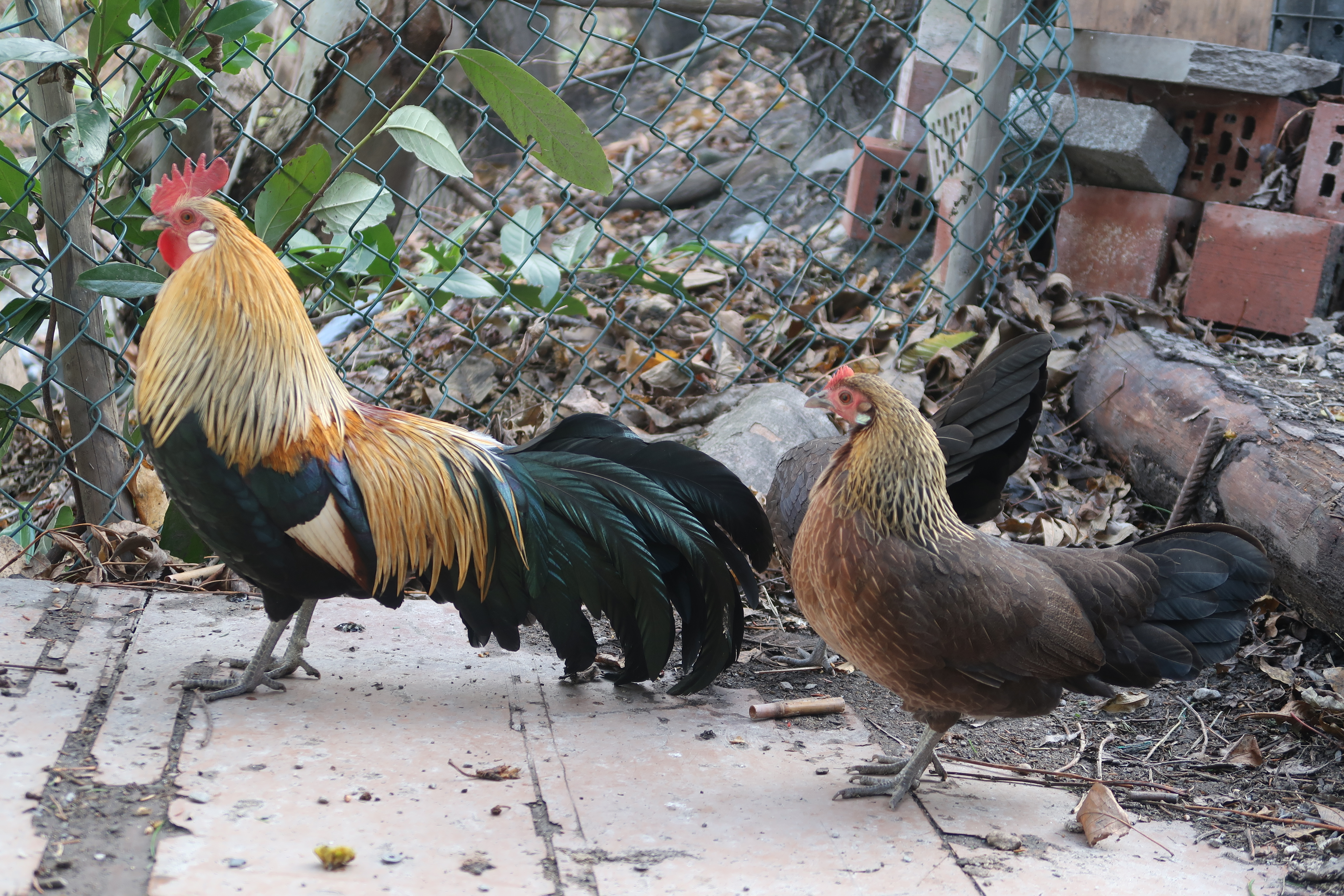
Deutsche Zwerghühner, orangehalsig:
Hahn und zwei Hennen

Das Deutsche Zwerghuhn ist eine deutsche Zwerghuhn-Rasse.

## Geschichte
Das Deutsche Zwerghuhn wurde von Wilhelm Müller in den Jahren 1911 bis 1917 aus Paarungen zwischen Bantam und Zwerg-Phönix erzüchtet, später durch Landzwerghühner und Altenglische Zwerg-Kämpfer ergänzt und erstmals 1917 ausgestellt.

## Charakterisierung
Das aus Deutschland stammende Deutsche Zwerghuhn ist ein bewegliches, gewandtes und lebhaftes Urzwerghuhn.
Form und Kopf
Das Deutsche Zwerghuhn hat einen walzenförmigen Rumpf, der waagerecht getragen wird. Der Schwanz des Hahnes ist reichlich mit Haupt- und Nebensicheln bestückt, die nicht den Boden berühren. Die Flügel schließen mit dem Körperende ab. Die Brust ist leicht gewölbt und der Stand ist kaum mittelhoch. Der Kamm sollte eine edle gleichmäßige Zackung und eine freistehende Kammfahne haben. Die Augenfarbe ist leuchtend dunkelrot, die Ohrscheiben weiß und der Kehllappen möglichst klein.
Farbenschläge
Beim Deutschen Zwerghuhn gibt es zahlreiche Farbenschläge: Wildfarbig, Goldhalsig, Orangehalsig, Silberhalsig, Blau-Goldhalsig, Blau-Orangehalsig, Blau-Silberhalsig, Rotgesattelt, Weiß, Schwarz, Perlgrau, Isabell-perlgraucolumbia, Gelb, Gold-Porzellanfarbig, Schwarz-Weißgescheckt, Weiß-schwarzcolumbia, Gelb-schwarzcolumbia, Birkenfarbig und Zitron-schwarzcolumbia.
Besonderheiten
Die Hähne erreichen ein Gewicht von 750 bis 800 g, während die Hennen auf ca. 600 g kommen.
Die Schalenfarbe der Eier ist weiß. Die Legeleistung der Hennen beträgt 80 bis 100 Eier pro Jahr. Bruteier müssen ein Mindestgewicht von 30 g haben.